# Höglandsmyrtörnskata
Höglandsmyrtörnskata (Thamnophilus aroyae) är en fågel i familjen myrfåglar inom ordningen tättingar.

## Utbredning och systematik
Fågeln förekommer i nedre andinska sluttningarna i sydöstligaste Peru (Puno) och nordvästra Bolivia. Den behandlas som monotypisk, det vill säga att den inte delas in i några underarter.

## Status
IUCN kategoriserar arten som livskraftig.